# 福成公主
福成公主，明朝公主，為南昌王朱興隆之女。
福成公主嫁給王克恭，王克恭當時為福建行省參政，后升任福州衛指揮使。